# 868
868 foi um ano bissexto do século IX, que teve início a uma quinta-feira e terminou a uma sexta-feira, no Calendário juliano. As suas letras dominicais foram D e C.
| Ano completo                           |
| -------------------------------------- |
| Ano bissexto com início à quinta-feira |

## Eventos
- Reconquista e repovoamento da zona do Minho e do Douro Litoral, pelo conde Vímara Peres, que funda o Condado Portucalense (Portugal) e funda a localidade de Vimaranis actual cidade de Guimarães.
- Vímara Peres toma a cidade do Porto aos Mouros.
- Os muçulmanos Aglábidas apoderam-se da ilha de Malta e a partir da aí controlam o Mediterrâneo ocidental.
- Na China escreve-se "O Sutra do Diamante", um dos documentos escritos mais antigos conhecidos.